# Prágai Magyar Hírlap
Prágai Magyar Hírlap magyar nyelvű politikai napilap volt 1922. június 1.-1938. november 5. között Csehszlovákiában. Elsősorban a csehszlovákiai magyar ellenzéki pártok (Magyar Nemzeti Párt, Országos Keresztényszocialista Párt) közös fóruma volt, amelyet Prágában jelentettek meg. Munkatársai, rovatvezetői voltak többek között: Darvas János, Dokupil István, Győry Dezső, Neubauer Pál, Sándor Imre, Sziklay Ferenc, Szombathy Viktor, Szvatkó Pál, Telléry Gyula, Vass László, Vécsey Zoltán. Előbb Béla Henrik, Petrogalli Oszkár, Gál István, Flachbarth Ernő, majd Dzurányi László vezette, aki a Kassai Naplótól szerződött át 1925-ben, később pedig Forgách Géza. 
A lapban támadták a csehszlovák kormányok diszkriminatív kisebbségpolitikáját, emiatt gyakran cenzúrázták, és 1933-ban és 1934-ben is a Köztársaság védelméről szóló törvény értelmében 3 hónapra betiltották. Helyet kaptak benne irodalmi és kulturális cikkek is, amely az e téren való elmaradást próbálta pótolni. Publikáltak benne Alapy Gyula, Egri Viktor, Márai Sándor, Mécs László, Zerdahelyi József és más magyarországi és erdélyi író is. Móricz Zsigmondnak például csak az 1927. évben több mint 20 novellája, cikke és folytatásokban az Úri muri című regénye is megjelent. A lapnak több melléklete volt (Kis Magyarok Lapja, Magyar Vasárnap, Képes Hét, Rádió, Hét stb.). Az első bécsi döntés után utódja a Felvidéki Magyar Hírlap már Budapesten jelent meg. 1939 nyarától Pesti Magyar Hírlap címen jelent meg és egyben felvidéki irányultsága háttérbe szorult. Főszerkesztője Szvatkó Pál lett.

## Külső hivatkozások
- A (cseh)szlovákiai magyarok lexikona 1918-tól[halott link]
- ujszo.com[halott link]
- ujszo.com